# Cyclatemnus brevidigitatus
Cyclatemnus brevidigitatus är en spindeldjursart som beskrevs av Volker Mahnert 1978. Cyclatemnus brevidigitatus ingår i släktet Cyclatemnus och familjen Atemnidae. Inga underarter finns listade i Catalogue of Life.